# Juan Pascual Pringles
Juan Pascual Pringles (San Luis, 17 de mayo de 1795 - Río Quinto, 19 de marzo de 1831) fue un militar argentino que participó en la guerra de la independencia y en las guerras civiles de su país.

## Los inicios en San Luis
Pringles era un empleado de comercio que se enroló en las milicias de caballería de su provincia, en la época en que José de San Martín era gobernador de la provincia de Cuyo. Pasó sus primeros años repeliendo ataques indígenas. Fue uno de los descendientes de la conocida princesa indígena Juana Koslay y el Capitán español Juan Gómez Isleño.
En febrero de 1819 y según los cronistas independentistas se rebelaron los prisioneros realistas confinados en San Luis, de los cuales la mayor parte eran los prisioneros de las batallas de Chacabuco y Maipú. El más importante de ellos era el general José Ordóñez. Atacaron el cuartel de la ciudad y la casa del gobernador Vicente Dupuy, pero la rápida reacción del pueblo y de los soldados de la guarnición logró vencerlos; entre los héroes de la jornada se contaron el joven Pringles y un comandante riojano de milicias llamado Facundo Quiroga. Todos los prisioneros fueron muertos en la conocida como Matanza de San Luis.

## Campaña al Perú
En noviembre de 1819 se incorporó al Ejército de los Andes, en el Regimiento de Granaderos a Caballo, con los que hizo la campaña independentista al Perú. Allí participó en el desembarco en Paracas y en la batalla de Nazca.
Cuando un escuadrón realista se dispuso a pasarse al bando independentista, San Martín le envió instrucciones y garantías con una pequeña partida mandada por el teniente Pringles. Pero este fue sorprendido por una partida realista en la playa de Pescadores, cerca del pueblo de Chancay. Superado por el número de sus enemigos se arrojó al mar, dispuesto a morir antes que rendirse o perder los mensajes. El general realista Gerónimo Valdés le prometió respetar su vida, lo ayudó a salvarse y le permitió destruir los mensajes. Estuvo prisionero en el Callao hasta que este cayó en manos independentistas. Se reincorporó a su regimiento, con un escudo que decía "Gloria a los Vencidos en Chancay".
Participó luego de la fracasada expedición a los puertos intermedios de la costa sur del Perú. Más tarde luchó en Junín y Ayacucho.
De regreso a la Argentina, participó en la guerra del Brasil y tuvo una actuación destacada en la batalla de Ituzaingó a órdenes de José María Paz.

## Las guerras civiles

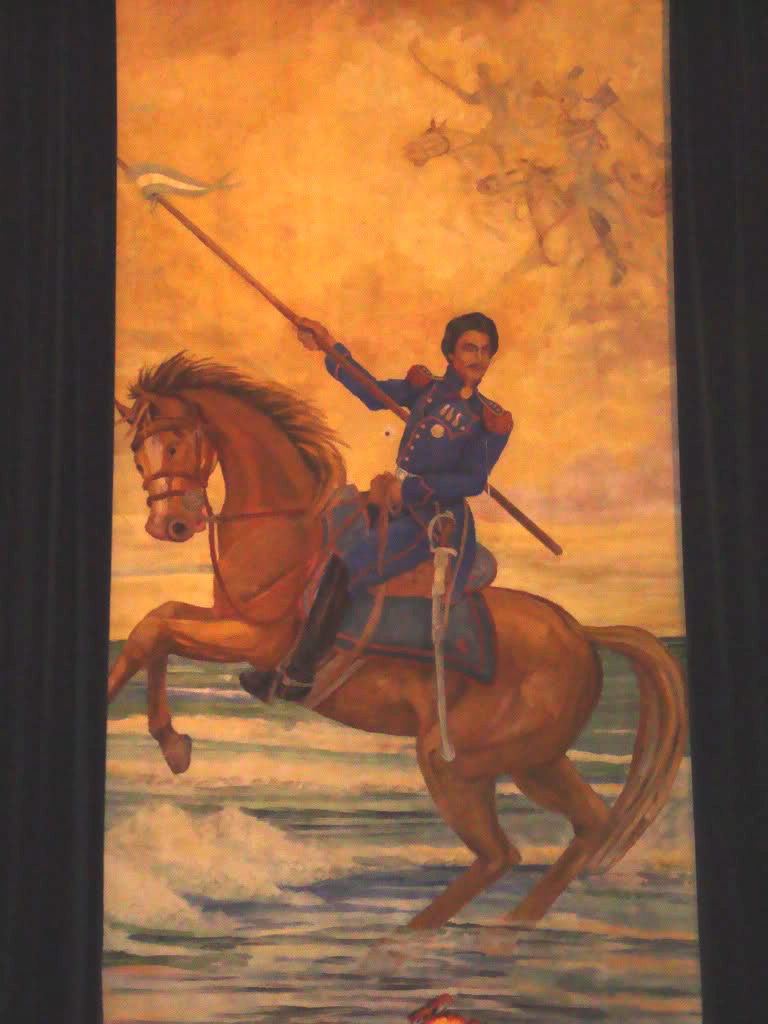
Mural del Coronel Juan Pascual Pringles en su mausoleo en la catedral de San Luis, obra de Martín Santiago.

Se unió a la revolución del general unitario Juan Lavalle contra Manuel Dorrego e hizo la campaña al interior de la provincia de Buenos Aires, peleando en Las Palmitas (cerca de la actual Junín), a órdenes de Isidoro Suárez. Se unió a la campaña del general Paz hacia Córdoba, participando en las batallas de San Roque, La Tablada y Oncativo.
Fue ascendido al grado de coronel y enviado a reclutar tropas en su provincia, regresando al frente de ellos a Córdoba. Al llegar a Río Cuarto, encontró a la población esperando el inminente ataque de Facundo Quiroga, que se había reincorporado a la guerra contra todas las esperanzas. Dirigió la defensa de la villa contra Quiroga, pero cuando este la tomó por asalto, Pringles logró huir hacia San Luis.
Fue alcanzado por Quiroga y derrotado en San José del Morro. Pocos días más tarde, el 19 de marzo de 1831, nuevamente fue derrotado en las márgenes del río Quinto. Fue alcanzado por un oficial federal que no lo reconoció y le intimó rendición. Pringles contestó que solo se rendiría ante Quiroga, por lo que el oficial le descerrajó un tiro en el pecho.
Moribundo, fue llevado a presencia de Quiroga, pero murió en camino. Quiroga cubrió su cuerpo con su propio poncho, y la amonestación al oficial que lo había matado resultó un elogio póstumo de su enemigo:

¡Por no manchar con tu sangre el cadáver del valiente coronel Pringles, no te hago pegar cuatro tiros ahora mismo! ¡Cuidado otra vez, miserable, que un rendido invoque mi nombre!
Facundo Quiroga